# Dipoena keumunensis
Dipoena keumunensis är en spindelart som beskrevs av Paik 1996. Dipoena keumunensis ingår i släktet Dipoena och familjen klotspindlar. Inga underarter finns listade i Catalogue of Life.